# Multiregionala hypotesen för människans ursprung
Den multiregionala hypotesen är inom paleoantropologi en polygenetisk tes för uppkomsten av den anatomiskt moderna människan, Homo sapiens. Medlemmar av arten Homo erectus lämnade Afrika och spred sig över Eurasien vid skiftet mellan pliocen och pleistocen för omkring 1,8 miljoner år sedan. Enligt den multiregionala hypotesen utvecklades den moderna människan sedan parallellt från geografiskt spridda populationer av Homo erectus, och i Europa från Neandertalare. En mer allmänt accepterad teori om hur den moderna människan uppstod är Ut ur Afrika-teorin, enligt vilken Homo sapiens utvecklades i Afrika och endast där. Medlemmar av denna population lämnade sedan Afrika och ersatte alla förmänniskor i Eurasien.
I sin renodlade form har den multiregionala hypotesen knappast många anhängare längre, eftersom genetiska data tyder på att alla människor har ett gemensamt ursprung i Afrika. Dock verkar det som om alla icke afrikanska människor bär på några procent neanderthalgener, vilket tyder på viss uppblandning mellan neanderthalarna och utvandrande moderna människor. På liknande sätt har genetiskt material tagits upp från en utdöd asiatisk människotyp (den s.k. X-woman eller Denisovamänniskan). Om det skett någon motsvarande uppblandning med andra människotyper har inte fastställts, men kan heller inte avvisas.